# Nizhni Nóvgorod
Nizhni Nóvgorod (conocida desde 1932 hasta 1990 como Gorki por ser la ciudad natal del escritor Máximo Gorki) o Nizni Nóvgorod es una ciudad ubicada en el oeste de Rusia, capital del óblast homónimo y del distrito federal del Volga. Con 1 259 013 habitantes en 2018 es la sexta más poblada del país, por detrás de Moscú, San Petersburgo, Novosibirsk, Ekaterimburgo y Kazán. Se encuentra en la confluencia de los ríos Volga y Oká (Strelka). 
La ciudad fue fundada en 1221 por el príncipe Jorge II de Vladímir. En 1612 Kuzmá Minin y el príncipe Dmitri Pozharski organizaron un gran ejército para la liberación de Moscú de los polacos. En 1817, Nizhni Nóvgorod se convirtió en un gran centro de comercio del Imperio ruso. En 1896, en la feria se celebró una exposición de toda Rusia.
Durante el período soviético, la ciudad pasó a llamarse Gorki y se convirtió en un importante centro industrial. Allí se construyó la Planta de Automóviles de Gorki (GAZ). Durante la Segunda Guerra Mundial, Gorki fue el proveedor más grande de equipo militar al Frente Oriental. Debido a esto, la Luftwaffe constantemente bombardeó la ciudad desde el aire. La mayor parte de las bombas alemanas explotaron en la Planta de Automóviles de Gorki. Aunque se destruyeron por completo la mayor parte de los edificios, los ciudadanos reconstruyeron la fábrica en 100 días.
Después de la guerra, Gorki se convirtió en una "ciudad cerrada". Estuvo cerrada al turismo hasta principios de los años 1990 (la Asociación de amigos de Gorki de Sant Boi de Llobregat, entidad solidaria reconocida por la UNESCO, fue el primer grupo turístico extranjero en visitar la ciudad). En 1985 se abrió el metro. Después de la disolución de la Unión Soviética, en 1990, la ciudad recuperó su nombre original Nizhni Nóvgorod. En 2016 Vladímir Putin inauguró una nueva planta de industria de defensa llamada "70.º Aniversario de la Victoria".
Nizhni Nóvgorod es un centro político, económico, científico y cultural de Rusia. Es el mayor centro de transporte y el centro administrativo del Distrito Federal del Volga. Es un punto principal de escala de los barcos turísticos que recorren el curso del río Volga. Tiene un centro antiguo bien conservado, con muchos monumentos históricos, arquitectónicos y culturales únicos que han hecho que la UNESCO incluya Nizhni Nóvgorod en la lista de las 100 ciudades del mundo que representan el valor histórico y cultural del mundo. El Kremlin es el principal centro de la ciudad. En su interior se centran las principales autoridades municipales y del Distrito Federal del Volga.

San Petersburgo es la cabeza de Rusia, Moscú el corazón, y Nizhni Nóvgorod el bolsillo. Dicho popular ruso.

## Historia

### Fundación y Edad Media

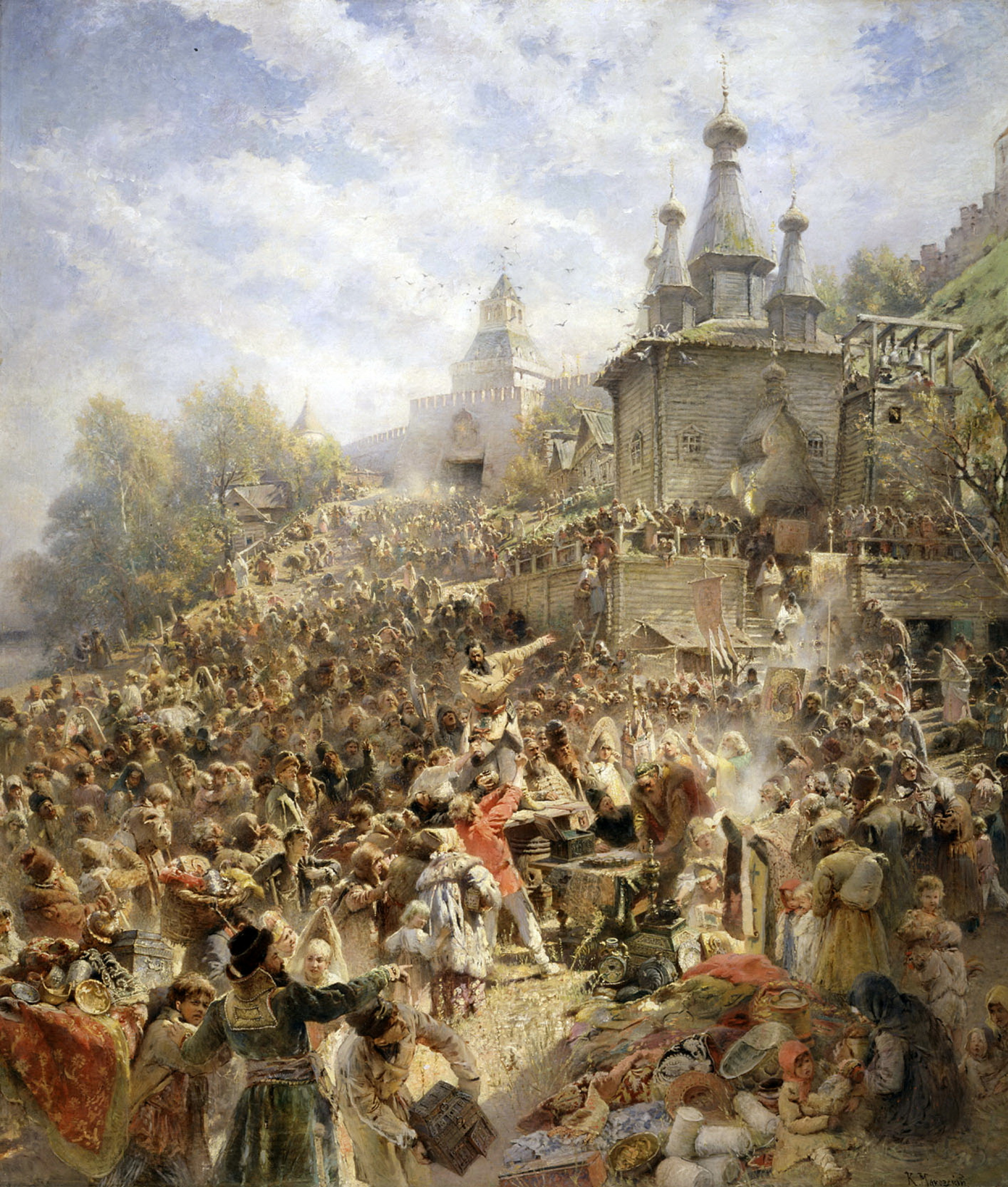
El alzamiento de Kuzmá Minin y el pueblo de Nizni Nóvgorod contra el ejército polaco

Fue fundada por el gran príncipe Gueorgui Vsévolodovich en 1221 en la confluencia de dos grandes ríos, el Volga y el Oká, rodeada por una fosa. Se construyó un Kremlin de madera. En 1350 se convirtió en la capital del principado de Nizhni Nóvgorod. El palacio, las catedrales de piedra, y los monasterios del príncipe fueron construidos en el Kremlin. La nueva capital comenzó a desarrollar comercio y artes, y comenzó a construir un nuevo sistema de fortalezas. Nizhni Nóvgorod se convirtió en el centro cultural de Rusia. En el siglo XIV, el gran filósofo ruso Pável Vysoki y el talentoso pintor Prójor (precursor del destacado iconógrafo Andréi Rubliov) vivieron aquí.
Entre su fundación y el siglo XIV fue quemada y arruinada siete veces por las tribus y los ejércitos de los tártaros. Pero después de cada invasión la gente restauró y renovó la ciudad. Al final del siglo XIV Moscú persiguió la política de unir todas las tierras rusas. Y en 1393 Nizhni Nóvgorod perdió su independencia y fue incorporado en el principado de Moscú. Después de la fusión la ciudad perdió su importancia militar y comenzó a desarrollar el comercio. Su localización en la intersección de las rutas más significativas del comercio del Este-Oeste trabajó a su favor. Desempeñó un papel significativo en la historia de Rusia cuando dirigió el movimiento patriótico en los «tiempos de apuros» (1603-1613). Kuzmá Minin y Dmitri Pozharski, ciudadanos de NNizhni Nóvgorod, organizaron milicias que expulsaron a los invasores polacos. En memoria de ese acontecimiento el obelisco de la catedral, y el Arcángel de granito fueron construidos en el Kremlin.
La gente de Nizhni Nóvgorod tomó parte activa en las reformas de Pedro el Grande. Su experiencia en la fabricación de velas era vital en la fundación de la marina rusa. Las naves construidas para el mar de Azov y las guerras persas, y los soldados de regimientos formados en Nizhni Nóvgorod se distinguieron en la batalla.
A mediados del siglo XVII comenzó la reconstrucción de Nizhni Nóvgorod. Las iglesias de Uspénskaya (la de la Dormición de la Madre de Dios), de Ilínskaya (la de San Elías) y de Stróganovskaya (la iglesia construida por los Stróganov) han sobrevivido y conservan su belleza incluso hoy. También desarrolló su vida cultural. En 1798 el príncipe Shechovskoy fundó el primer teatro. También, el inventor Kulibin vivió y murió en esta ciudad. En 1817 la feria comercial celebrada en Makáryev fue transferida a Nizhni Nóvgorod adquiriendo la ciudad en esta época importancia internacional.

### Enclave comercial

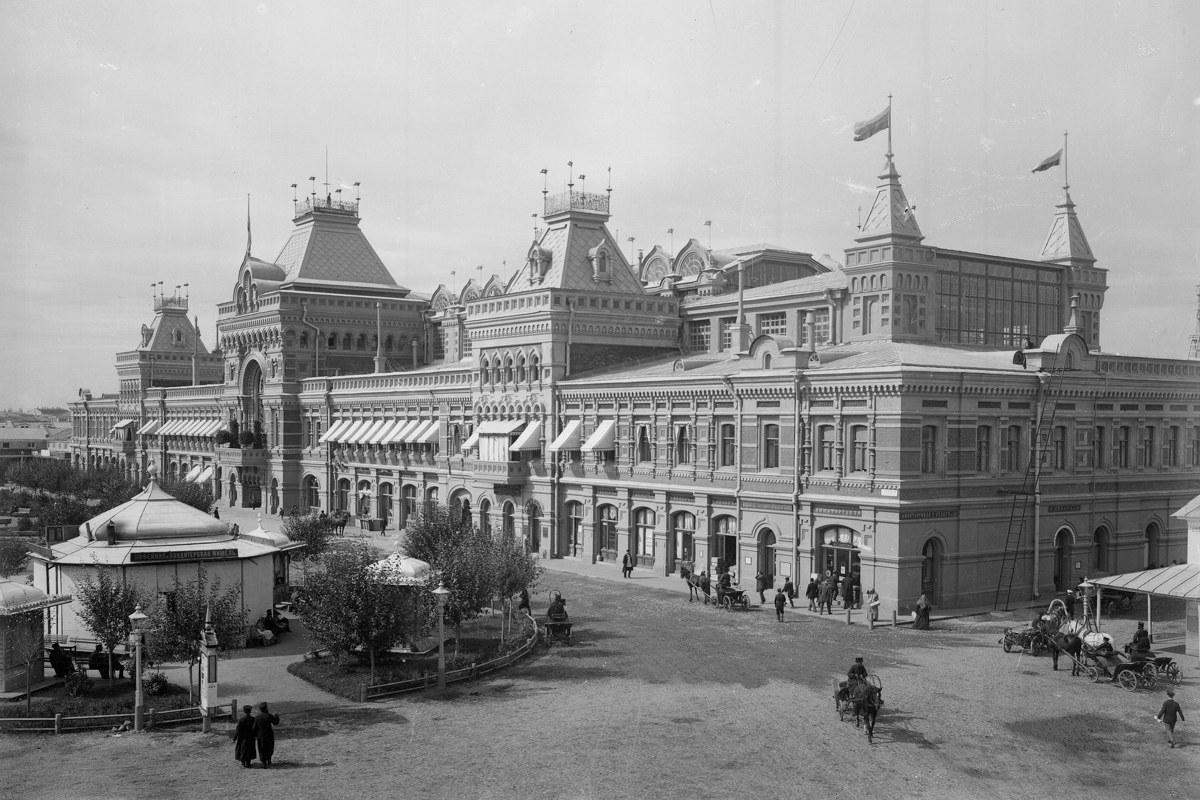
Feria y Comercio 1896. Exposición de toda Rusia

Los comerciantes de Rusia y de muchos países europeos y asiáticos se aprovecharon de la ciudad para negociar y montar empresas rentables. En 1817 en la ciudad se estableció la feria más importante del país (Nizhegoródskaya yármarka) cuyo emplazamiento, canal y edificaciones fueron proyectados por el ingeniero español Agustín de Betancourt. La feria influyó en la reconstrucción de la ciudad, y un gran complejo de edificios apareció. Un nuevo plan de reconstrucción, comenzando en 1837, conduce al palacio del gobernador, una catedral nueva y un jardín en el Kremlin. Las viejas fosas fueron rellenadas. En 1847 un sistema de abastecimiento de agua fue establecido. Ahora la ciudad está restaurando sus lugares históricos y culturales.
El período industrial comenzó en la ciudad en la segunda mitad del siglo XIX. En aquella época se convirtió en uno de los centros industriales más grandes de Rusia. La planta de Sórmovo, fundada en 1849, desempeñó un papel principal en la construcción naval y la fabricación de maquinarias. Más de 10 000 personas trabajaron allí fabricando barcos y vagones de ferrocarril. Kurbátov (fundada en 1857) y Yákovlev eran otras plantas grandes relacionadas con la producción de barcos (alrededor de la mitad de las naves rusas fue hecha en Nizhni Nóvgorod, y los primeros barcos a motor del mundo fueron construidos aquí).
En 1862 se unió a Moscú por tren, y en 1898 la planta de Sórmovo produjo su primera locomotora. En 1897 Bugrov y Bashírov, los comerciantes más ricos de la ciudad, levantaron una planta que se convirtió en la más grande de Rusia. La calle de Rozhdéstvenskaya se convirtió en el centro de Nizhni Nóvgorod. Los hoteles y los restaurantes, las casas de negocios, los bancos más grandes, más ricos, y las oficinas de las compañías de la construcción naval, todas estaban allí. Para la exposición industrial Pan Rusa en 1896 se construyó el primer ferrocarril funicular en Rusia. A principios del siglo XX se construyeron el ayuntamiento, la Duma (1904) y la sucursal del Banco del Estado (1913).

### Era soviética

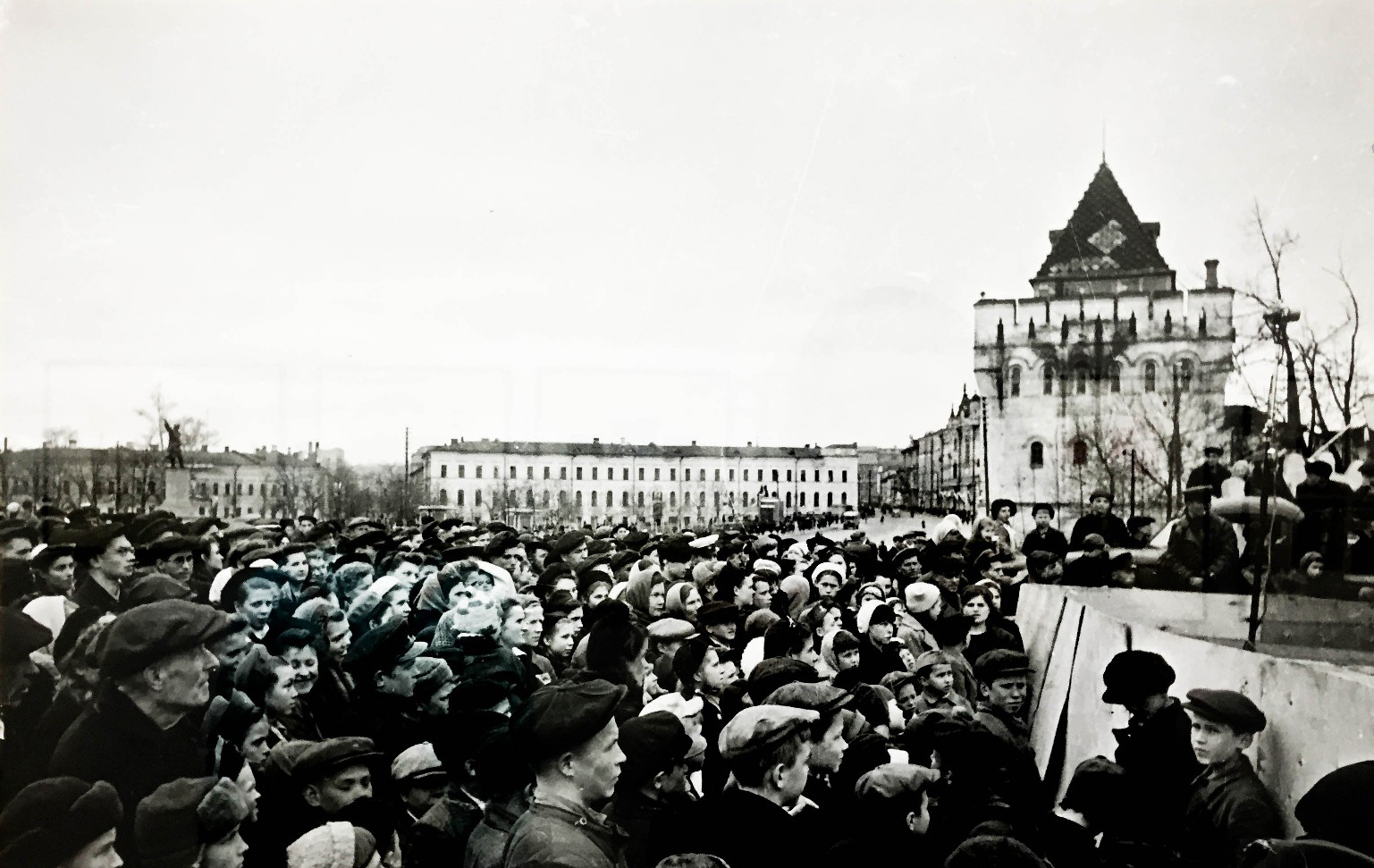
El anuncio de la rendición de Alemania en la plaza de Minin y Pozharski, Gorki, el 9 de mayo de 1945.

En Nizhni Nóvgorod no había puentes permanentes sobre el Volga o el Oká antes de la Revolución de octubre de 1917. Se construyeron puentes temporales durante la feria. El primer puente permanente sobre el Volga fue iniciado por la Compañía de Ferrocarriles de Moscú-Kazán en 1914, pero solo se terminó en la era soviética, cuando se abrió el ferrocarril a Kotélnich en 1927.
Máximo Gorki nació en Nizhni Nóvgorod en 1868 como Alekséi Maksímovich Peshkov. En sus novelas se describe la vida sombría del proletariado de la ciudad. Incluso durante su vida, la ciudad fue rebautizada Gorki después de su regreso a la Unión Soviética en 1932, por invitación de Stalin. La ciudad llevó el nombre de Gorki hasta 1991. Su casa de la infancia se conserva como un museo, conocido como la Casa Kashirin, nombrada así por el abuelo del político, dueño del lugar.
Durante la Segunda Guerra Mundial, de 1941 a 1943, Gorki fue objeto de ataques aéreos y bombardeos por parte de Alemania. Los alemanes intentaron destruir la industria de la ciudad porque era el principal proveedor de equipamiento militar en el frente. Estos ataques se convirtieron en los más poderosos de toda la Segunda Guerra Mundial en la retaguardia de la Unión Soviética.
Durante gran parte de la era soviética, la ciudad fue cerrada a los extranjeros para salvaguardar la seguridad de la investigación militar soviética y las instalaciones de producción, a pesar de que se trataba de un punto de parada popular para los turistas soviéticos que entraban y salían del Volga en embarcaciones turísticas. Inusualmente para una ciudad soviética de ese tamaño, incluso los mapas urbanos no estuvieron disponibles hasta mediados de 1970.
Mátyás Rákosi, líder comunista de Hungría, murió allí en 1971. El físico y premio Nobel Andréi Sájarov fue desterrado allí durante 1980-1986 para limitar sus contactos con los extranjeros. La ciudad fue reabierta y se restituyó el nombre original de la misma en 1990.

## El 800 aniversario de fundación de Nizhni Nóvgorod
El 800.º aniversario de fundación de Nizhni Nóvgorod se celebró en 2021.El aniversario es una fiesta importante y significativa para muchas personas.
En 2015, el presidente de Rusia, Vladímir Putin, firmó un decreto "En la celebración del 800 aniversario de la fundación de la ciudad de Nizni Nóvgorod".
Cada año, en agosto, los residentes y visitantes celebran el Día de la Ciudad de NizhniNóvgorod (El día de Nizhni Nóvgorod).
El 800 aniversario se celebrará del 19 al 21 de agosto.

### Programa de preparación de aniversario
Las principales esferas de preparación:
- Programa de desarrollo de la ciudad "Ciudad 800"

- Programa "Equipo 800"

- "Voluntarios 800"

- "Multimedia 800"

- Programa social: "800 buenas obras"

- Actividades

### "Ciudad 800"
Hay tres áreas en este programa: Símbolos800, Restauración800 y Ambiente800.
Símbolos800: los objetos, que son los símbolos de Nizhni Nóvgorod, serán restaurados y erigidos.
Por ejemplo, el Kremlin de Nizhni Nóvgorod, el parque “Suiza”, los almacenes en la Strelka, antigua fábrica de Mayak,Palacio de los Pioneros,la escalinata de Chkálovy nuevo complejo educativo “Colegio800”.
Ambiente800es el área de la actualización y el embellecimiento de 33 edificios e instalaciones. En el marco delprograma Restauración800, se están restaurando 69 edificios en el territorio del centro histórico.

### Equipo 800
El proyecto Equipo 800 recoge ideas y sugerencias de ciudadanos sobre el desarrollo de Nizhni Nóvgorod.

### Programa social: "800 buenas obras"
El proyecto 800 buenas obras incluye una plataforma de micromecenazgo. Además, hay el colegio en línea para los ciudadanos y las organizaciones sin ánimo de lucro.

### Voluntarios 800
Casi 800 voluntarios participarán en la organización de eventos y proyectos clave.

### Programa de eventos
El primer evento grande del aniversario de la ciudad se celebró en mayo de 2019: "Gorky Classic Nizhni 800", al que asistieron más de cien autos raros y 250 participantes de diferentes países.
El programa del evento incluye varias áreas:
- cultura y arte (festival de música académica “Opus 52”, “Mayak Jazz &Dvor”, Festival de cine callejero);
- deportes (moto festival “Moto Family Days”, Campeonato Europeo de Skateboarding, apoyo para el partido clasificatorio del Campeonato Europeo 2020 Rusia - Chipre, festivales aeronáuticos);
- ecología (festival "Botánica");
- programa educativo y empresarial (conferencias "Intervals talk", foro "NHP: Transformación", sesiones estratégicas del desarrollo del cine y la producción de videos).

En honor al aniversario en 2021, se emitirán monedas conmemorativas preciosas del Banco de Rusia.

## Mapas

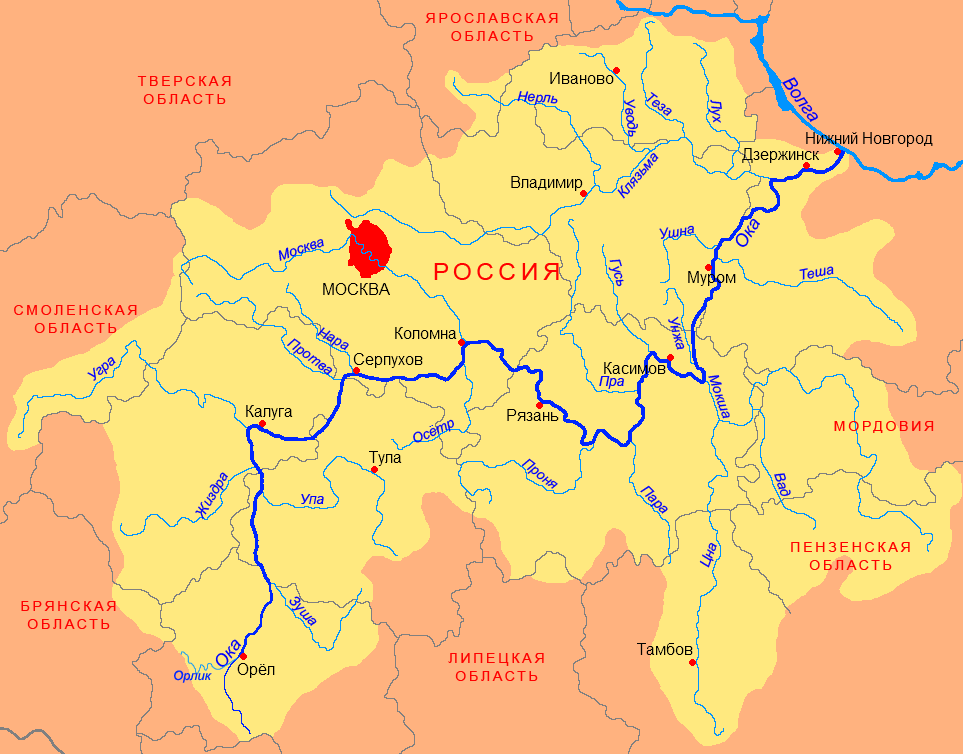
Mapa en ruso del río Oká —afluente del Volga— en el que aparece, arriba a la derecha, Nizni Nóvgorod (Ни́жний Но́вгород)
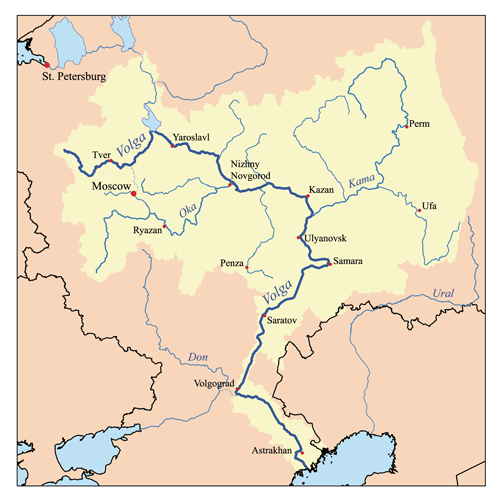
Mapa del río Volga donde aparece en su curso medio-alto Nizni Nóvgorod
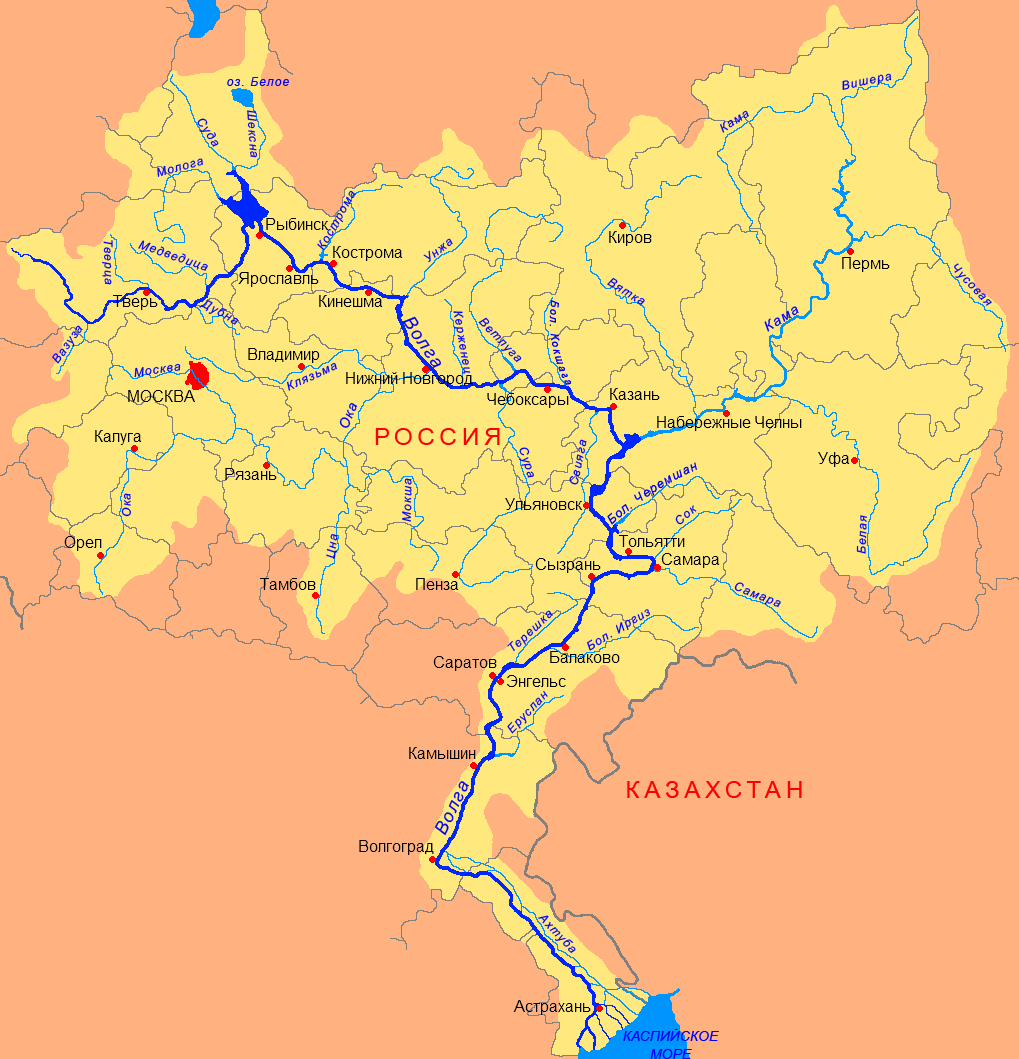
Mapa en ruso del Volga en el que aparece, en su curso medio-alto, Nizni Nóvgorod (Ни́жний Но́вгород)
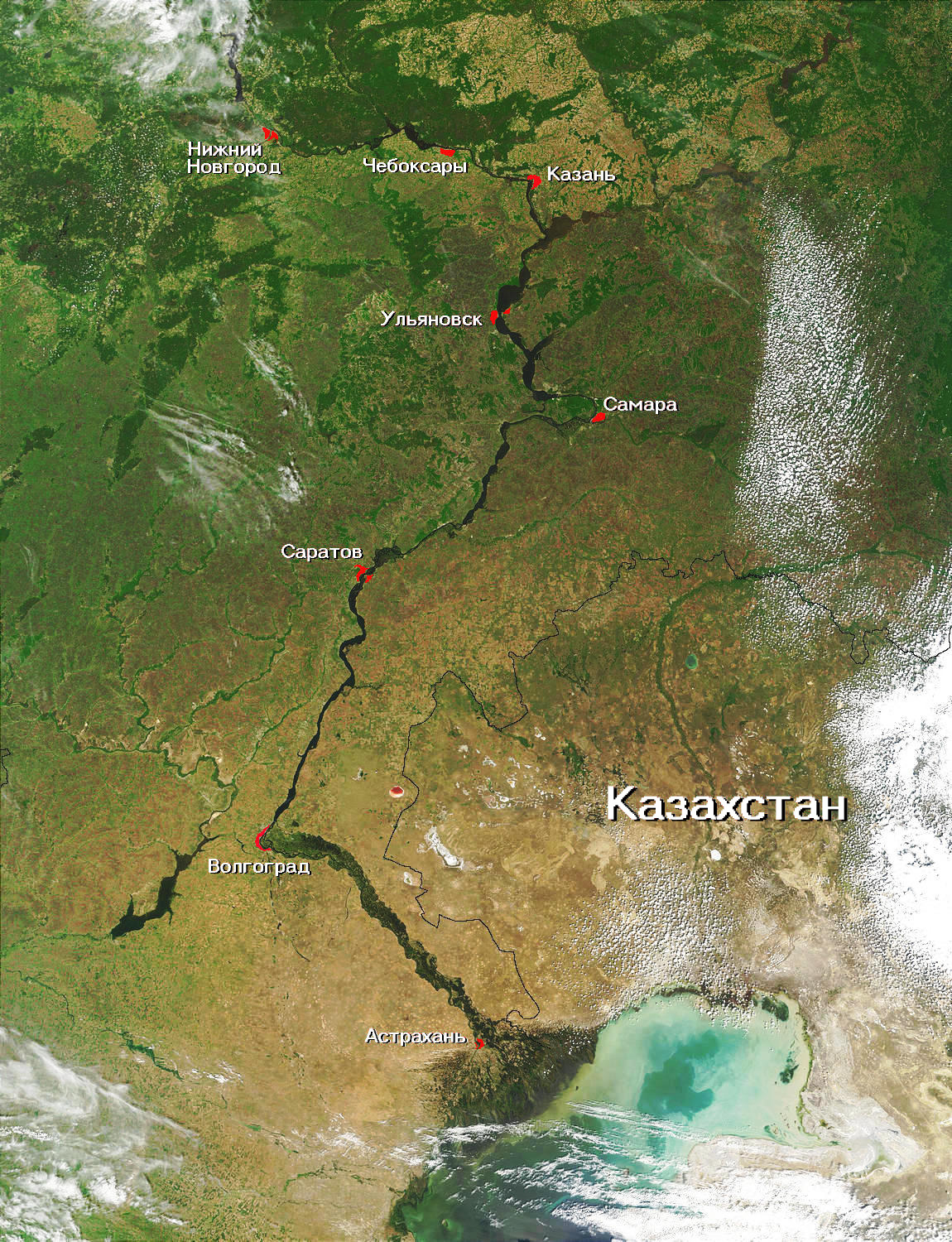
Imagen satelital del Volga en la que aparece arriba Nizni Nóvgorod (Ни́жний Но́вгород)
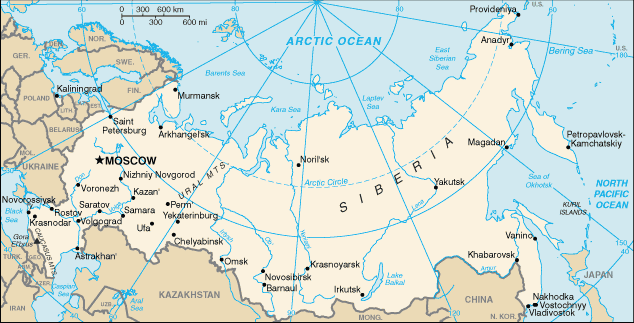
Mapa de Rusia donde está a la izq. Nizni Nóvgorod

## Geografía

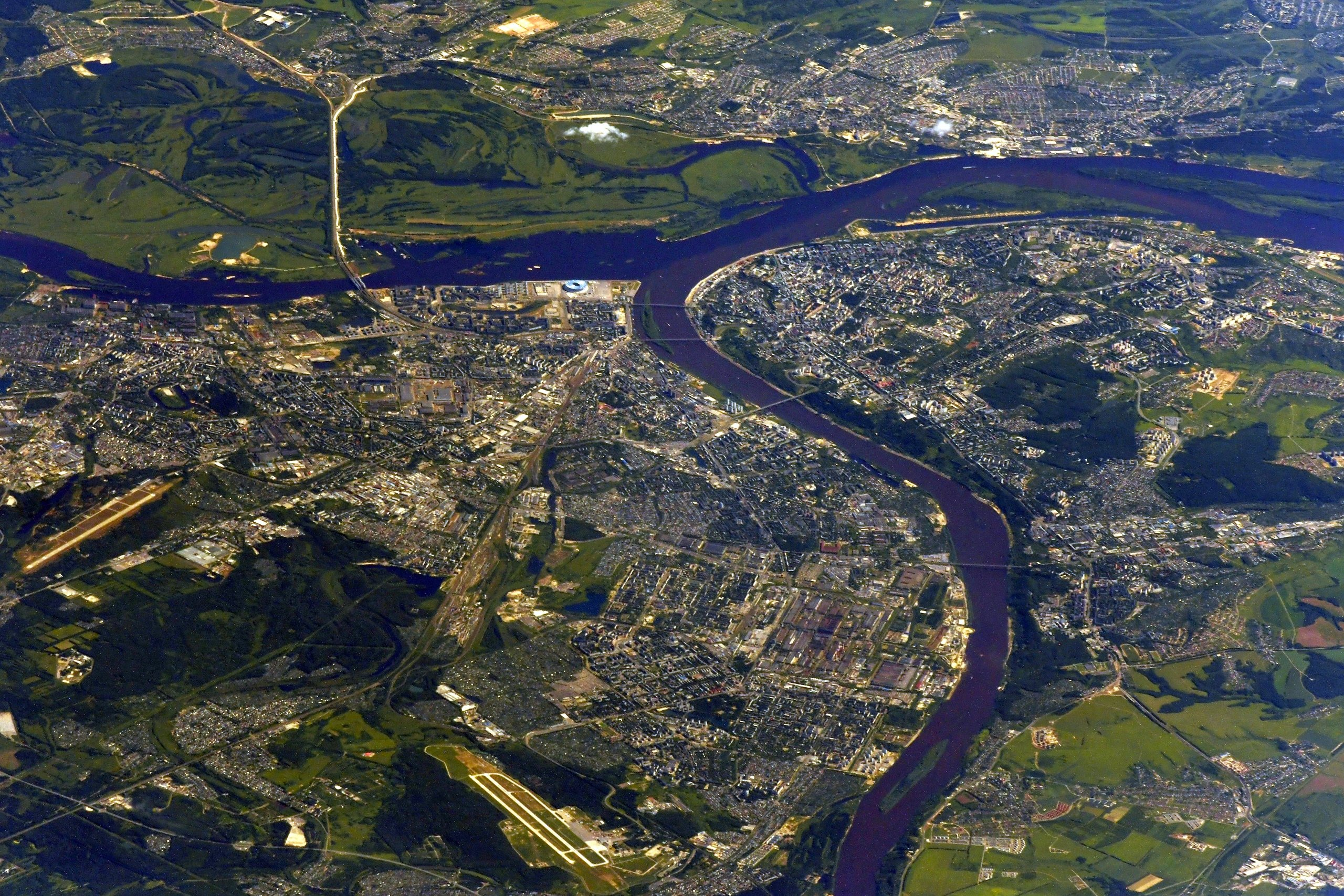
Vista aérea de la ciudad, y de los ríos Volga y Oká

Nizhni Nóvgorod está situado en la confluencia de dos vías principales de la parte europea de Rusia, los ríos Volga y el Oká. La ciudad está dividida por el Oká en dos partes: la elevada parte al este, ubicada en la margen derecha del Oká y el río Volga en el extremo noroeste de la altiplanicie del Volga en las montañas Dyátlov; y al oeste (a lo largo de la orilla izquierda del Oká y la orilla derecha del Volga), de baja altitud. La confluencia del Oká es el centro geográfico de la llanura del Este de Europa.
El área de la ciudad es de 410,68 km² según diversas fuentes, o 466,5 km² según otras informaciones. La ciudad se extiende a lo largo del río Oká 20 km y a lo largo del río Volga a 30 km. Dentro de la ciudad hay 33 lagos y doce ríos. El lago más grande de la ciudad es el Meschérskoye está en el área Kanávinski y su área de superficie de agua es de 13,6 Ha.
La altura de la ciudad es de 100 a 200 m s. n. m. El margen izquierdo tiene una altura de 70-80 metros sobre el nivel del mar. El centro histórico de la ciudad se encuentra en la parte montañosa. En el curso del desarrollo histórico, la mayoría de las ciudades de la periferia y los pueblos se convirtieron en parte de la ciudad. En la actualidad, la ciudad se encuentra muy cerca de los asentamientos fronterizos de Bohr, Kuzminka, Nikúlskoe, Afonino, Utéchino, Ankudínovka y Kozino. La aglomeración urbana de Nizhni Nóvgorod incluye las ciudades de Kstovo, Bogorodsk y Pávlovo.
Nizhni Nóvgorod está bordeado por Bohr en el norte, el distrito Kstovo en el sureste, la zona de Bogorodsk en el sur, Dzerzhinsk en el oeste y el área de Balajná en el noroeste.

### Clima

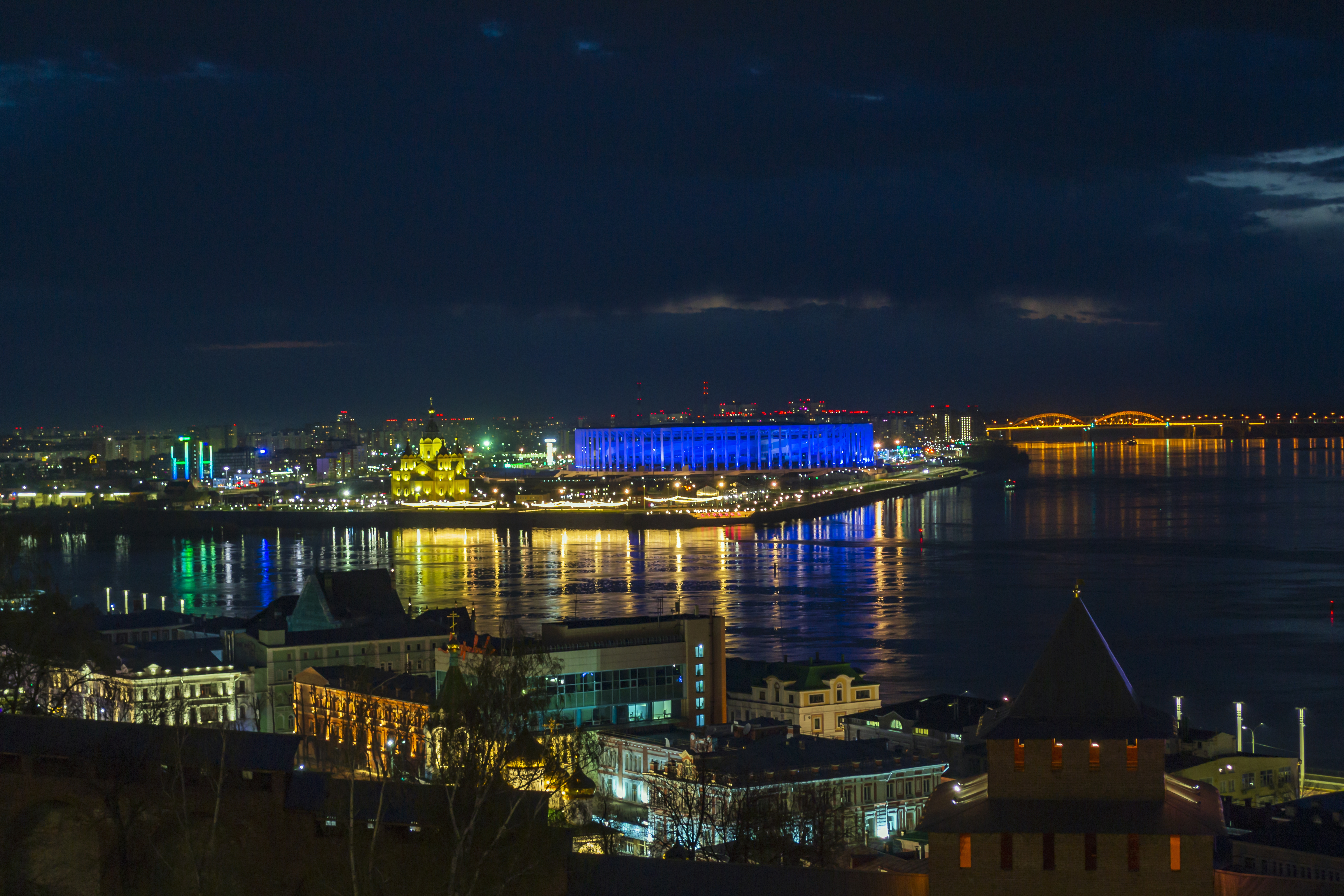
La Strelka con la Catedral de Alejandro Nevski y el Campeonato Mundial de Estadios de la FIFA 2018

El clima en la región es un clima continental, más concretamente continental húmedo (Dfb) y es muy similar al clima de Moscú, aunque con inviernos un poco más fríos que en la capital, que se prolongan desde noviembre hasta marzo, con una presencia constante de nieve. Los veranos no son excesivamente calurosos. El promedio anual de temperatura es de 5,3 °C, la velocidad del viento es de 2,8 m/s y la humedad es del 76 %.
El sol brilla durante 1839 horas anuales (10 % más que en Moscú, debido al menor número de días nublados). La duración máxima de la luz del día en junio es de 17 horas y 44 minutos y el mínimo, en diciembre, 5 horas y 33 minutos. La nieve en invierno es constante: el 75-80 % del tiempo el cielo está cubierto de nubes, y de abril a agosto, la probabilidad de un cielo despejado es del 30-50 %.
Debido al clima continental, en verano las temperaturas suelen ser más frescas que en Moscú, y en invierno suelen ser más frías. En la primavera la temperatura regresa a índices positivos, generalmente, alrededor del 5 de abril y permanece hasta finales de octubre. Debido a las grandes diferencias en la orografía de la ciudad hay una notable diferencia de temperatura y las partes montañosas más allá del río en invierno, por ejemplo, son 3°-8 °C más baja que en la parte más baja. Por esta razón, en la parte montañosa las precipitaciones medias anuales son superiores al 15-20 %. La precipitación en promedio es de 665 mm al año, con julio como mes más lluvioso y abril como el mes menos lluvioso.
La nieve comienza a caer en octubre, pero se hace constante en torno al 20 de noviembre y desaparece a mediados de abril. Típicamente, la temperatura en invierno suele variar entre –3° y –18 °C. De vez en cuando hay tormentas invernales (en particular, las observadas el 27 de noviembre de 1940, 30 de noviembre de 1951, 14 de febrero de 1960 y 3 de diciembre de 1962). La primavera es rápida, la nieve comienza a derretirse en la segunda mitad de marzo y a finales de abril, por lo general, ha desaparecido. El verano llega a principios de junio, cuando la temperatura se mantiene estable alrededor de 18 °C. El calor máximo por lo general ocurre a finales de julio. La temperatura media en verano es de 17° a 20 °C. En el verano la lluvia cae principalmente en forma de breves pero intensos aguaceros, por lo general ocurre alrededor de 20 días con tormentas eléctricas. Las tormentas eléctricas pueden ir acompañadas de granizo y viento. En septiembre, la temperatura desciende bruscamente y en otoño las lluvias son habituales, siempre en la primera quincena de octubre. En esta estación el clima es nublado y lluvioso.
| Parámetros climáticos promedio de Nizhni Nóvgorod (normales 1991–2020, extremos 1835–presente) | Parámetros climáticos promedio de Nizhni Nóvgorod (normales 1991–2020, extremos 1835–presente) | Parámetros climáticos promedio de Nizhni Nóvgorod (normales 1991–2020, extremos 1835–presente) | Parámetros climáticos promedio de Nizhni Nóvgorod (normales 1991–2020, extremos 1835–presente) | Parámetros climáticos promedio de Nizhni Nóvgorod (normales 1991–2020, extremos 1835–presente) | Parámetros climáticos promedio de Nizhni Nóvgorod (normales 1991–2020, extremos 1835–presente) | Parámetros climáticos promedio de Nizhni Nóvgorod (normales 1991–2020, extremos 1835–presente) | Parámetros climáticos promedio de Nizhni Nóvgorod (normales 1991–2020, extremos 1835–presente) | Parámetros climáticos promedio de Nizhni Nóvgorod (normales 1991–2020, extremos 1835–presente) | Parámetros climáticos promedio de Nizhni Nóvgorod (normales 1991–2020, extremos 1835–presente) | Parámetros climáticos promedio de Nizhni Nóvgorod (normales 1991–2020, extremos 1835–presente) | Parámetros climáticos promedio de Nizhni Nóvgorod (normales 1991–2020, extremos 1835–presente) | Parámetros climáticos promedio de Nizhni Nóvgorod (normales 1991–2020, extremos 1835–presente) | Parámetros climáticos promedio de Nizhni Nóvgorod (normales 1991–2020, extremos 1835–presente) |
| Mes                                                                                            | Ene.                                                                                           | Feb.                                                                                           | Mar.                                                                                           | Abr.                                                                                           | May.                                                                                           | Jun.                                                                                           | Jul.                                                                                           | Ago.                                                                                           | Sep.                                                                                           | Oct.                                                                                           | Nov.                                                                                           | Dic.                                                                                           | Anual                                                                                          |
| ---------------------------------------------------------------------------------------------- | ---------------------------------------------------------------------------------------------- | ---------------------------------------------------------------------------------------------- | ---------------------------------------------------------------------------------------------- | ---------------------------------------------------------------------------------------------- | ---------------------------------------------------------------------------------------------- | ---------------------------------------------------------------------------------------------- | ---------------------------------------------------------------------------------------------- | ---------------------------------------------------------------------------------------------- | ---------------------------------------------------------------------------------------------- | ---------------------------------------------------------------------------------------------- | ---------------------------------------------------------------------------------------------- | ---------------------------------------------------------------------------------------------- | ---------------------------------------------------------------------------------------------- |
| Temp. máx. abs. (°C)                                                                           | 5.7                                                                                            | 7.2                                                                                            | 17.3                                                                                           | 26.3                                                                                           | 32.5                                                                                           | 36.3                                                                                           | 38.2                                                                                           | 38.0                                                                                           | 31.0                                                                                           | 24.2                                                                                           | 13.8                                                                                           | 8.5                                                                                            | 38.2                                                                                           |
| Temp. máx. media (°C)                                                                          | -5.9                                                                                           | -4.8                                                                                           | 1.5                                                                                            | 11.0                                                                                           | 19.3                                                                                           | 22.7                                                                                           | 24.9                                                                                           | 22.6                                                                                           | 16.2                                                                                           | 8.3                                                                                            | 0.1                                                                                            | -4.3                                                                                           | 9.3                                                                                            |
| Temp. media (°C)                                                                               | -8.6                                                                                           | -8.0                                                                                           | -2.2                                                                                           | 6.1                                                                                            | 13.5                                                                                           | 17.3                                                                                           | 19.7                                                                                           | 17.4                                                                                           | 11.7                                                                                           | 5.0                                                                                            | -2.1                                                                                           | -6.7                                                                                           | 5.3                                                                                            |
| Temp. mín. media (°C)                                                                          | -11.1                                                                                          | -10.7                                                                                          | -5.2                                                                                           | 2.2                                                                                            | 8.6                                                                                            | 12.6                                                                                           | 15.1                                                                                           | 13.2                                                                                           | 8.3                                                                                            | 2.5                                                                                            | -4.0                                                                                           | -8.9                                                                                           | 1.9                                                                                            |
| Temp. mín. abs. (°C)                                                                           | -41.2                                                                                          | -37.2                                                                                          | -28.3                                                                                          | -19.7                                                                                          | -6.9                                                                                           | -1.8                                                                                           | 5.1                                                                                            | 0.9                                                                                            | -5.5                                                                                           | -16.0                                                                                          | -30.9                                                                                          | -41.4                                                                                          | -41.4                                                                                          |
| Precipitación total (mm)                                                                       | 50                                                                                             | 40                                                                                             | 40                                                                                             | 40                                                                                             | 42                                                                                             | 73                                                                                             | 75                                                                                             | 68                                                                                             | 59                                                                                             | 67                                                                                             | 52                                                                                             | 59                                                                                             | 665                                                                                            |
| Días de lluvias (≥ 1 mm)                                                                       | 5                                                                                              | 4                                                                                              | 5                                                                                              | 13                                                                                             | 17                                                                                             | 19                                                                                             | 18                                                                                             | 18                                                                                             | 18                                                                                             | 18                                                                                             | 10                                                                                             | 6                                                                                              | 151                                                                                            |
| Días de nevadas (≥ 1 mm)                                                                       | 28                                                                                             | 24                                                                                             | 18                                                                                             | 7                                                                                              | 1                                                                                              | 0.1                                                                                            | 0                                                                                              | 0                                                                                              | 1                                                                                              | 8                                                                                              | 20                                                                                             | 26                                                                                             | 133                                                                                            |
| Horas de sol                                                                                   | 43                                                                                             | 79                                                                                             | 145                                                                                            | 196                                                                                            | 275                                                                                            | 287                                                                                            | 280                                                                                            | 238                                                                                            | 152                                                                                            | 81                                                                                             | 38                                                                                             | 25                                                                                             | 1839                                                                                           |
| Humedad relativa (%)                                                                           | 86                                                                                             | 81                                                                                             | 74                                                                                             | 64                                                                                             | 60                                                                                             | 69                                                                                             | 70                                                                                             | 74                                                                                             | 79                                                                                             | 82                                                                                             | 87                                                                                             | 86                                                                                             | 76                                                                                             |
| Fuente n.º 1: Pogoda.ru.net                                                                    |                                                                                                |                                                                                                |                                                                                                |                                                                                                |                                                                                                |                                                                                                |                                                                                                |                                                                                                |                                                                                                |                                                                                                |                                                                                                |                                                                                                |                                                                                                |
| Fuente n.º 2: NOAA (horas de sol 1961–1990)                                                    |                                                                                                |                                                                                                |                                                                                                |                                                                                                |                                                                                                |                                                                                                |                                                                                                |                                                                                                |                                                                                                |                                                                                                |                                                                                                |                                                                                                |                                                                                                |

## Economía

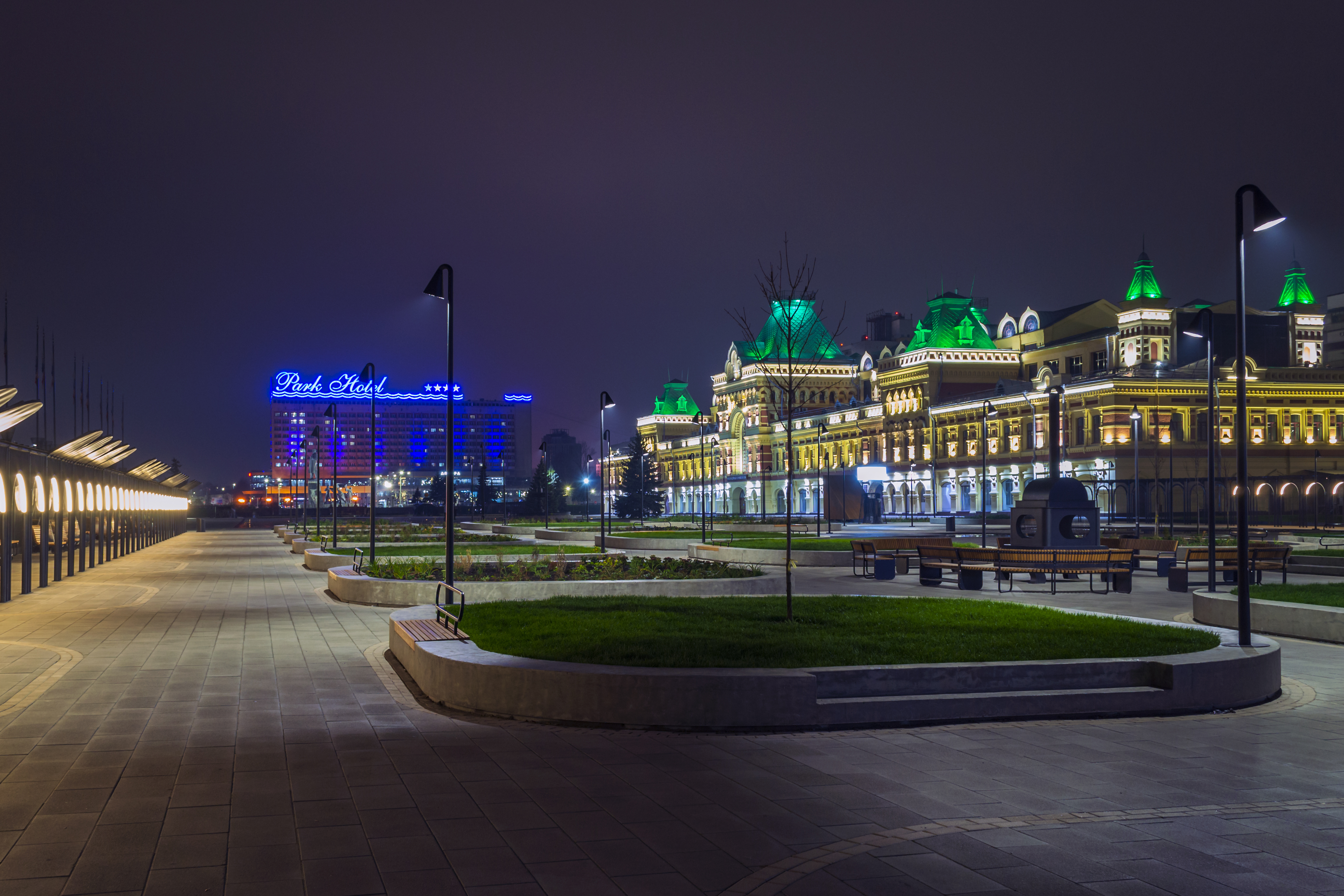
Feria y Comercio de Nizhni Nóvgorod

Desde el siglo XIX, es uno de los más importantes centros industriales de Rusia, especialmente en maquinaria, metalurgia y tecnología de la información. En 2010 las grandes y medianas industrias manufactureras enviaron mercancías de producción propia, obras y servicios por valor de 143,0 millones de rublos.
El grueso de la producción industrial proviene del automóvil, la construcción naval y la fabricación de armas. En la fábrica de automóviles de Gorki (GAZ) se emplea a 27 000 personas (2009). Las plantas más grandes de este ámbito son Krásnoye Sórmovo, la planta Sókol, la planta de maquinaria de Nizhni Nóvgorod, las plantas de equipos de aviación Hydromash, Krásnaya Etna o la planta térmica NITEL.
La industria pesada está representada por la Planta Metalúrgica de la ciudad de Gorki. La industria de la construcción es proporcionada por los materiales de construcción locales. El suministro de calor y electricidad de la ciudad es proporcionado por Avtozavódskaya y Sórmovskaya.
El sector industrial produce entre el 50 y el 60 % del producto bruto de la ciudad, que representa el 40 % de la producción industrial total producido en la región de Nizhni Nóvgorod. 137 grandes y medianas empresas que emplean a 14 sectores principales alrededor de 179.000 personas (41 % del empleo total en la ciudad). En todas las empresas grandes y medianas empresas operan 423 000 personas.
Nizhni Nóvgorod es uno de los grandes centros de Rusia en tecnología de la información. En esta área, representada por empresas como Intel, MERA Networks, MERA Systems, Teleca Rusia y otras empresas de menor tamaño. Nizhni Nóvgorod es sede del operador de telefonía NCC, como también del operador Rostelecom. En noviembre de 2009, Nizhni Nóvgorod, fue nombrada la primera de las diez ciudades con el mayor potencial para la contratación externa.
Una importante contribución al producto interior bruto de la ciudad proviene de la empresa Ferrocarril de Gorki, filial de Ferrocarriles Rusos y con sede en Nizhni Nóvgorod; Gazprom Transgaz Nizhni Nóvgorod, filial de Gazprom; oleoductos Verkhnevolzhskie y Volga Flot, una de las compañías navieras más grandes en tamaño de flota y el volumen de tráfico de Rusia. Nizhni Nóvgorod es sede de empresas como Grupo GAZ, el conglomerado petrolífero NMGK, Nizhpharm, Banco NBD, Forus Banco y Nizhegorodpromstroybank.

## Gobierno

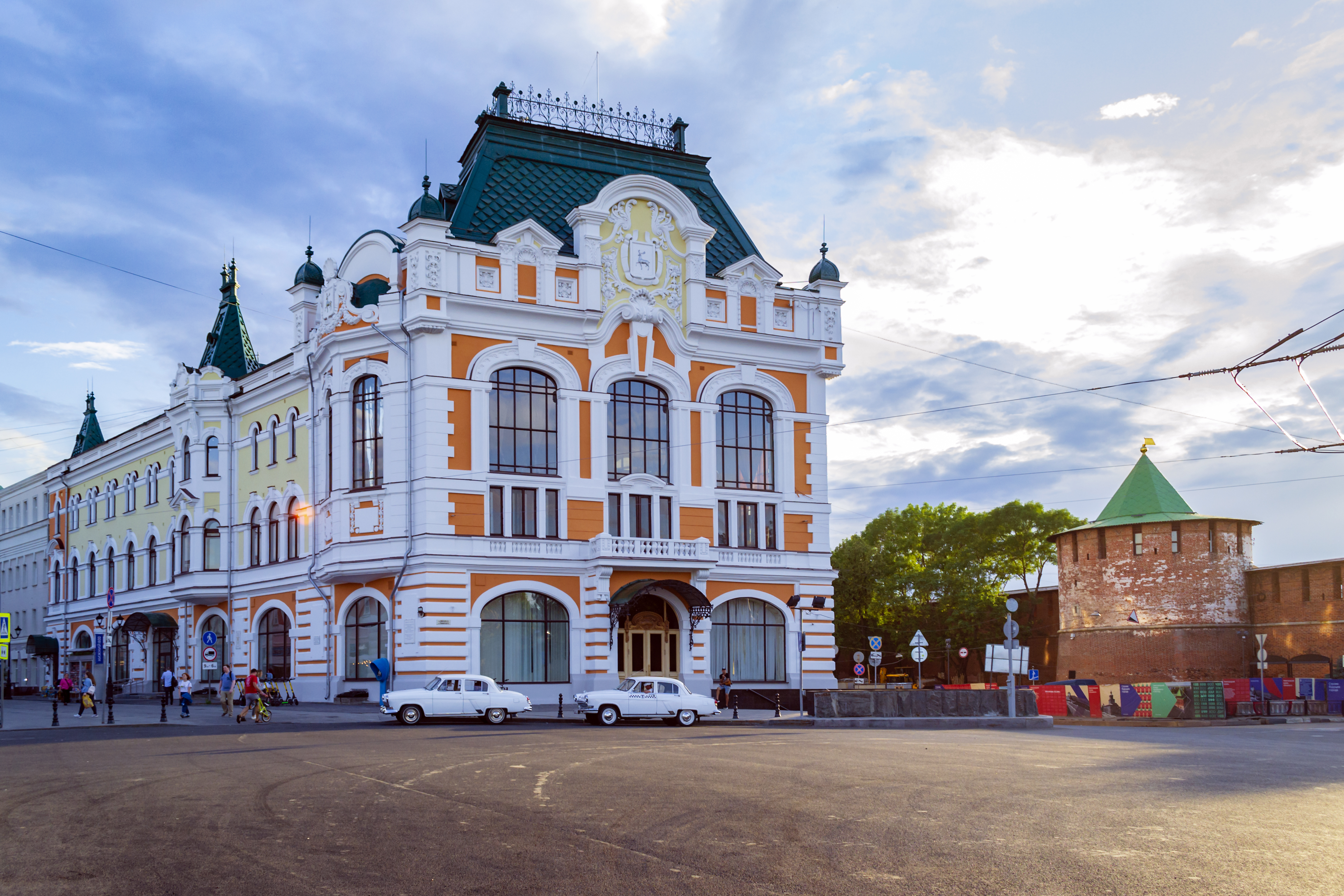
El antiguo edificio de la Duma de la ciudad en la Plaza de Minin y Pozharski

La ciudad de Nizhni Nóvgorod está gobernada por la administración de la ciudad y la Duma de la ciudad. El alcalde de la ciudad puede ser el presidente de la Duma de la ciudad, sin embargo, puede ser otra persona.
El alcalde está a la cabeza de la ciudad. La administración de la ciudad y la duma de la ciudad están subordinadas a él. No hay elecciones directas del alcalde para los residentes de la ciudad. El alcalde es designado por decisión de la Duma de la ciudad. Desde el 28 de octubre de 2020, Iuri Shalabaiev es alcalde de Nizhni Nóvgorod.

### Política

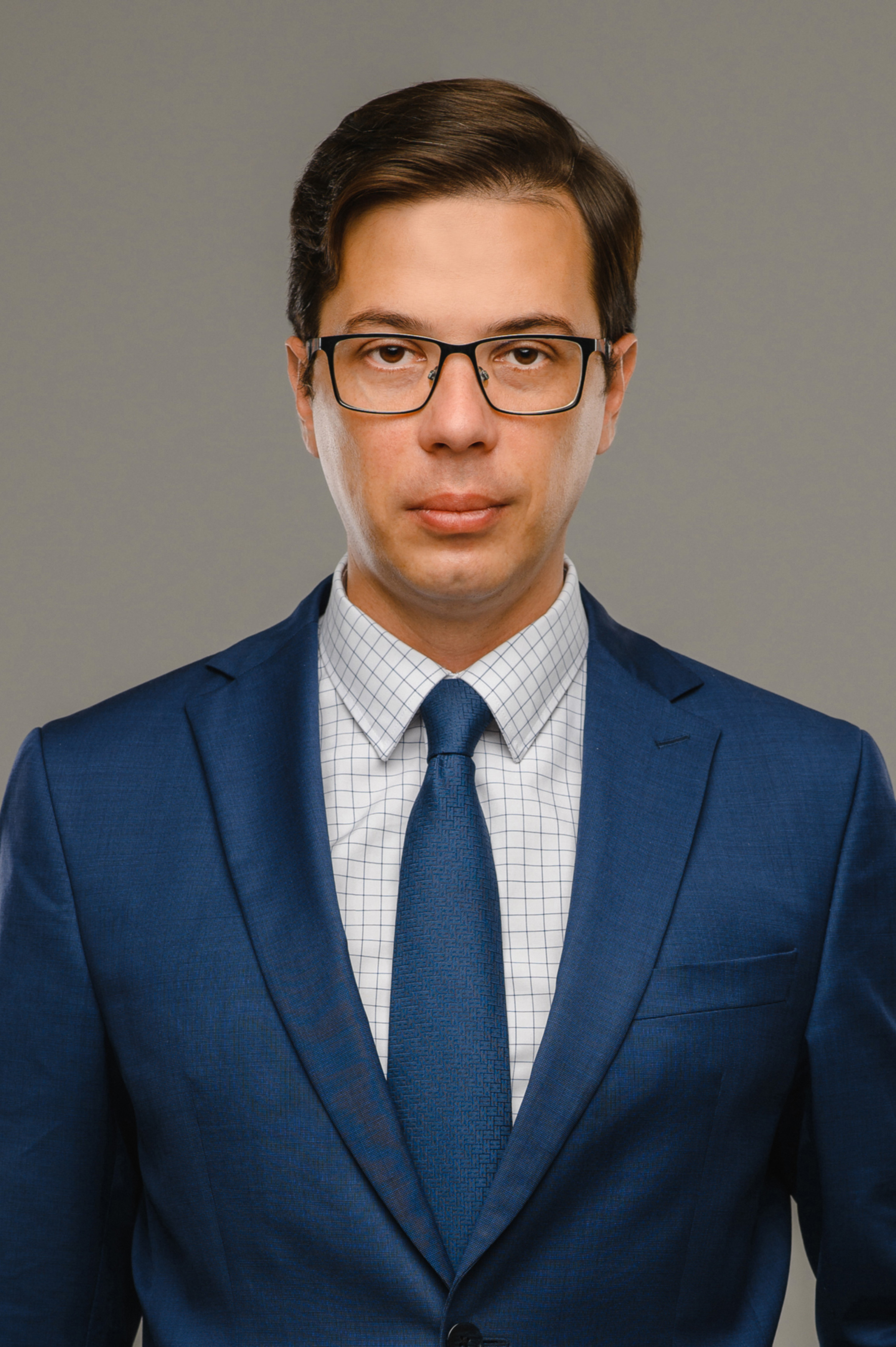
El actual alcalde de Nizhni Nóvgorod es Iuri Shalabaiev

De 1991 a 2009, el alcalde de la ciudad fue elegido por los habitantes del pueblo por un período de 5 años. Durante este tiempo, cuatro personas han estado en este puesto: Dmitri Bedniakov, Ivan Skliarov, Iuri Lebedev, Vadim Bulavinov (dos veces).
En los últimos años, el papel del gobierno regional encabezado por el gobernador en los asuntos de la ciudad ha aumentado significativamente.
El 25 de octubre de 2010, se abolió el cargo de alcalde y en su lugar aparecieron dos cargos formales: el jefe de la ciudad y el jefe de la administración. Oleg Sorokin fue elegido alcalde de la ciudad. En una reunión extraordinaria de la Duma de la Ciudad el 3 de diciembre de 2010, Oleg Kondrashov fue aprobado como jefe de la administración de Nizhni Nóvgorod.
El 25 de octubre de 2010, se abolió el cargo de alcalde y en su lugar aparecieron dos cargos formales: el jefe de la ciudad y el jefe de la administración. Oleg Sorokin fue elegido jefe de la ciudad. En una reunión extraordinaria de la Duma de la Ciudad el 3 de diciembre de 2010, Oleg Kondrashov fue aprobado como jefe de la administración de Nizhni Nóvgorod.
El 22 de julio de 2015, por decisión de la Duma de la ciudad, Kondrashov fue destituido de su cargo. Desde entonces, es buscado por la policía. El 19 de diciembre de 2017 fue detenido el jefe de la ciudad, Oleg Sorokin. El 7 de marzo de 2019, el Tribunal de Distrito de Nizhni Nóvgorod lo condenó a 10 años en una colonia de régimen estricto con una multa de 460,8 millones de rublos.
El 7 de octubre de 2015, Iván Karnilin se convirtió en el jefe de la ciudad. En diciembre de 2016, el bloguero opositor Alekséi Navalni publicó un video de su investigación, con Karnilin como el héroe. Al final resultó que, es posible que su exesposa haya comprado dos apartamentos en Miami en 2013 y 2014 por un total de casi $ 2 millones. El 23 de mayo de 2017, Karnilin escribió una carta de renuncia, que fue aprobada por la Duma de la ciudad. Todo este tiempo, se estaba llevando a cabo un control anticorrupción, que comenzó mucho antes de la "investigación" de Alekséi Navalni.
Después de Ivan Karnilin, el último cargo de jefe de la ciudad lo ocupó Elizaveta Solonchenko, quien lo ocupó del 21 de junio al 20 de diciembre de 2017. Después de eso, regresó el cargo de alcalde de la ciudad, que asumió Vladimir Panov. Ocupó este cargo desde el 17 de enero de 2018 hasta el 6 de mayo de 2020. Panov renunció antes de lo previsto en relación con la transferencia a un nuevo cargo de vicepresidente de la Comisión Estatal para el Desarrollo del Ártico.
Desde el 6 de mayo de 2020, Iury Shalabaiev ocupa el cargo de alcalde. Introdujo la práctica de reuniones semanales en línea con residentes de la ciudad en su canal de Telegram. Esto afectó significativamente la velocidad de ejecución de varias instrucciones y controles. Shalabaiev trabaja en estrecha colaboración con el gobernador Gleb Nikitin. Bajo su alcaldía, continúa una modernización a gran escala del transporte público: la compra de nuevos medios de transporte, la introducción del pago sin contacto, la construcción de nuevas estaciones de metro. La calidad de las carreteras también ha mejorado. Se lanzó el sistema de diámetros centrales de Nizhni Nóvgorod.

## Transporte

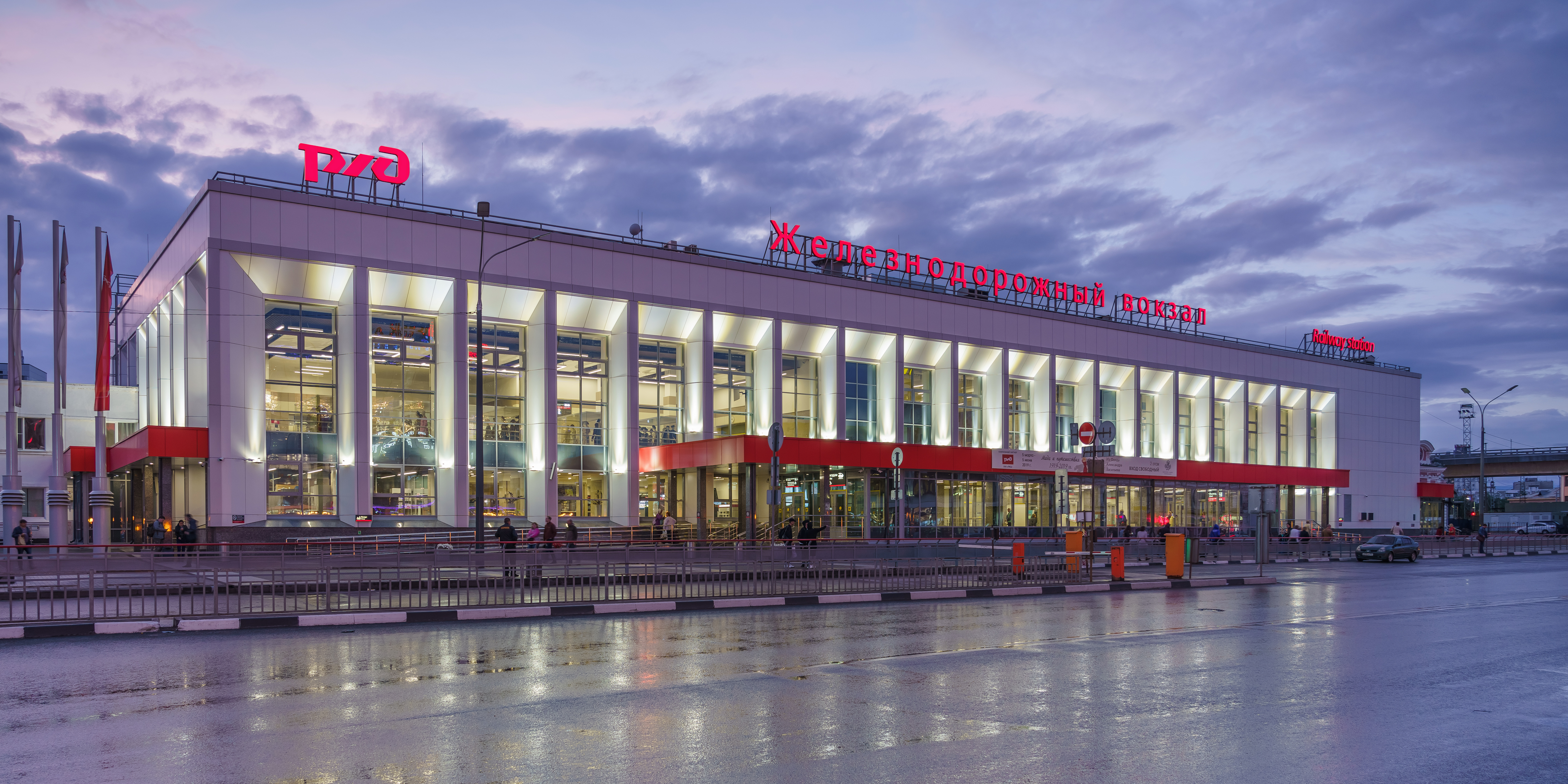
La estación de Nizhni Nóvgorod-Moskovski

Ubicada en la desembocadura del río Oká al Volga, la ciudad de Nizhni Nóvgorod ha sido durante siglos un nudo de navegación fluvial, y lo sigue siendo en la actualidad.
El ferrocarril de Moscú llegó a la ciudad en 1862, fecha en la que se inauguró la estación de Nizhni Nóvgorod-Moskovsky, la estación de ferrocarril principal de la ciudad. Más tarde la línea fue ampliada hasta Kotélnich, y así se convirtió en un ramal del ferrocarril transiberiano. Otros ferrocarriles conectan la ciudad con Arzamás (ubicado en la línea Moscú-Kazán), y con algunas ciudades de la vecindad (Zavolzhie, Pávlovo, Kstovo). En 1985 fue inaugurado el Metro de Nizhni Nóvgorod, que cuenta con dos líneas y trece estaciones que conectan las distintas zonas de la ciudad. El Teleférico de Nizhni Nóvgorod-Bor través del río Volga fue inaugurado en 2012. Desde el 24 de junio de 2013, se lanzó la primera línea del Cercanías desde la estación de Nizhni Nóvgorod hasta el distrito de Sormovski (el estación Pochinki). Más tarde se lanzó la segunda línea, que conectaba a los distritos de Kanavinski, Leninski, Avtozavodski y Priokski entre sí. También conecta el área metropolitana con los suburbios. Pero la segunda línea funciona solo en el verano.
El Aeropuerto Internacional de Nizhni Nóvgorod (GOJ) está localizado en Striginó, en la parte sudoeste de la ciudad. No es de gran importancia, pero sí hay servicios aéreos frecuentes a Moscú, y también de uno a tres vuelos semanales a algunas de las principales ciudades de Rusia, y también a Bakú (Azerbaiyán) y Fráncfort del Meno (Alemania).

## Deportes
La ciudad fue sede del club de fútbol FC Lokomotiv Nizhni Nóvgorod, ahora en la ciudad un FC Olimpiyets, que fue creado a partir de un FC Nizhni Nóvgorod cerrado. Ahora en la ciudad solo hay un club de fútbol profesional "Pari-Nizni Nóvgorod". Así mismo también es sede del club de hockey sobre hielo Torpedo Nizhni Nóvgorod. La ciudad fue una de las sedes de la Copa Mundial de la FIFA 2018.

### Copa Mundial de Fútbol de 2018
En el año 2018 Nizhni Nóvgorod albergó varios juegos del Campeonato Mundial de Fútbol. Para este fin en la ciudad fue construida una nueva arena de fútbol «Estadio Nizni Nóvgorod». La instalación deportiva tiene capacidad para 45 000 espectadores, y está situada en la desembocadura del río Oká en el Volga.
El estadio acogió 6 partidos del Campeonato Mundial.
- 18 de junio de 2018 15:00, Suecia – Corea del Sur, grupo F
- 21 de junio de 2018 21:00, Argentina – Croacia, grupo D
- 24 de junio de 2018 15:00, Inglaterra – Panamá, grupo G
- 27 de junio de 2018 21:00, Suiza – Costa Rica, grupo E
- 1 de julio de 2018 21:00, ⅛ de la final
- 6 de julio de 2018 17:00, ¼ de la final

Durante los días del torneo en la ciudad se organizará el Festival de los hinchas, que pasará en la plaza Minin y Pozharski, funcionando todos los días de juegos de 13.00 a 00.00 horas. Aquí se creará una zona de hospitalidad, se abrirán tiendas de artesanía popular y puntos de alimentación (20 puestos fijos y 7 ambulantes). Los partidos de fútbol se televisarán en una pantalla grande.

## Cultura

### Lugares históricos y museos

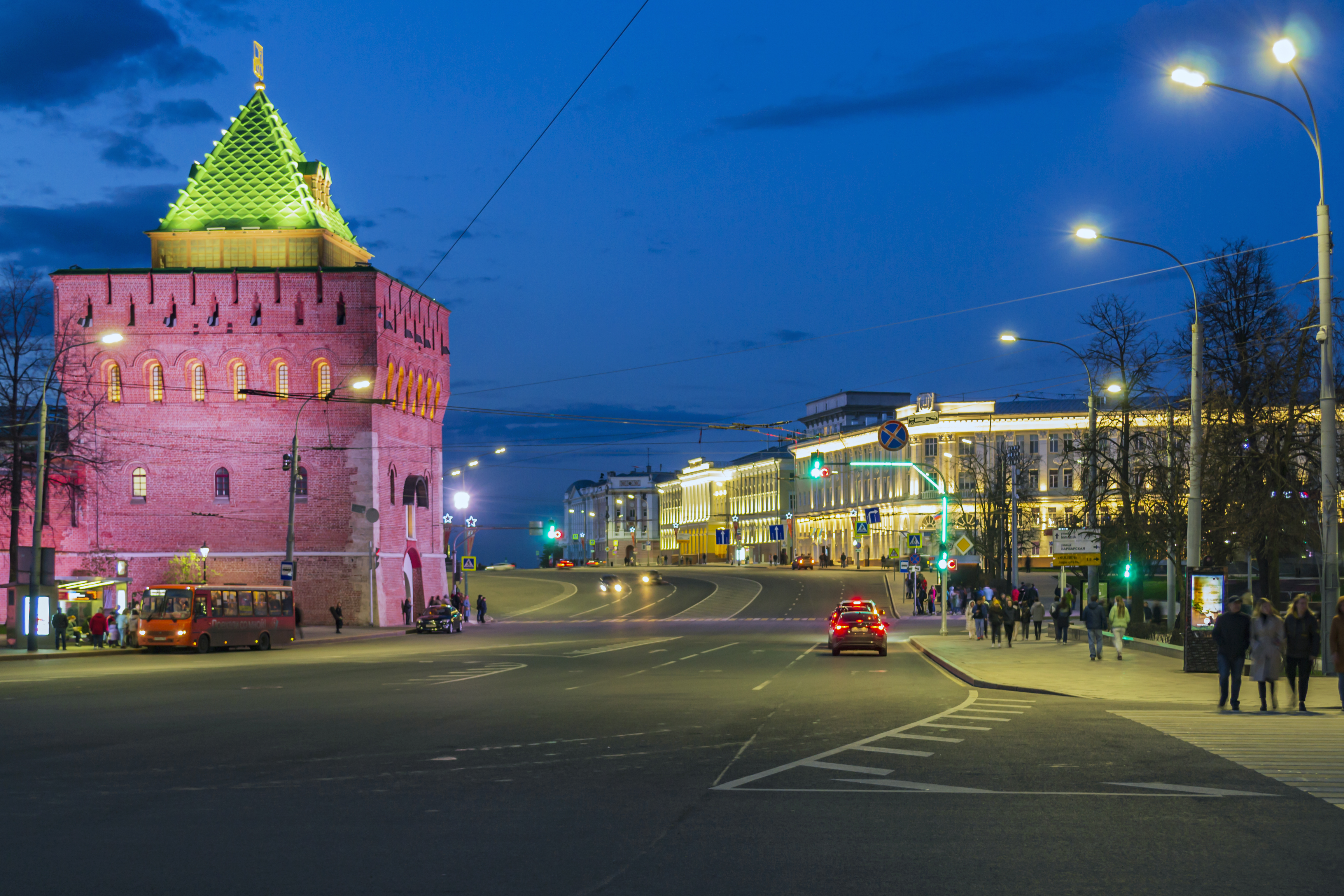
El Kremlin

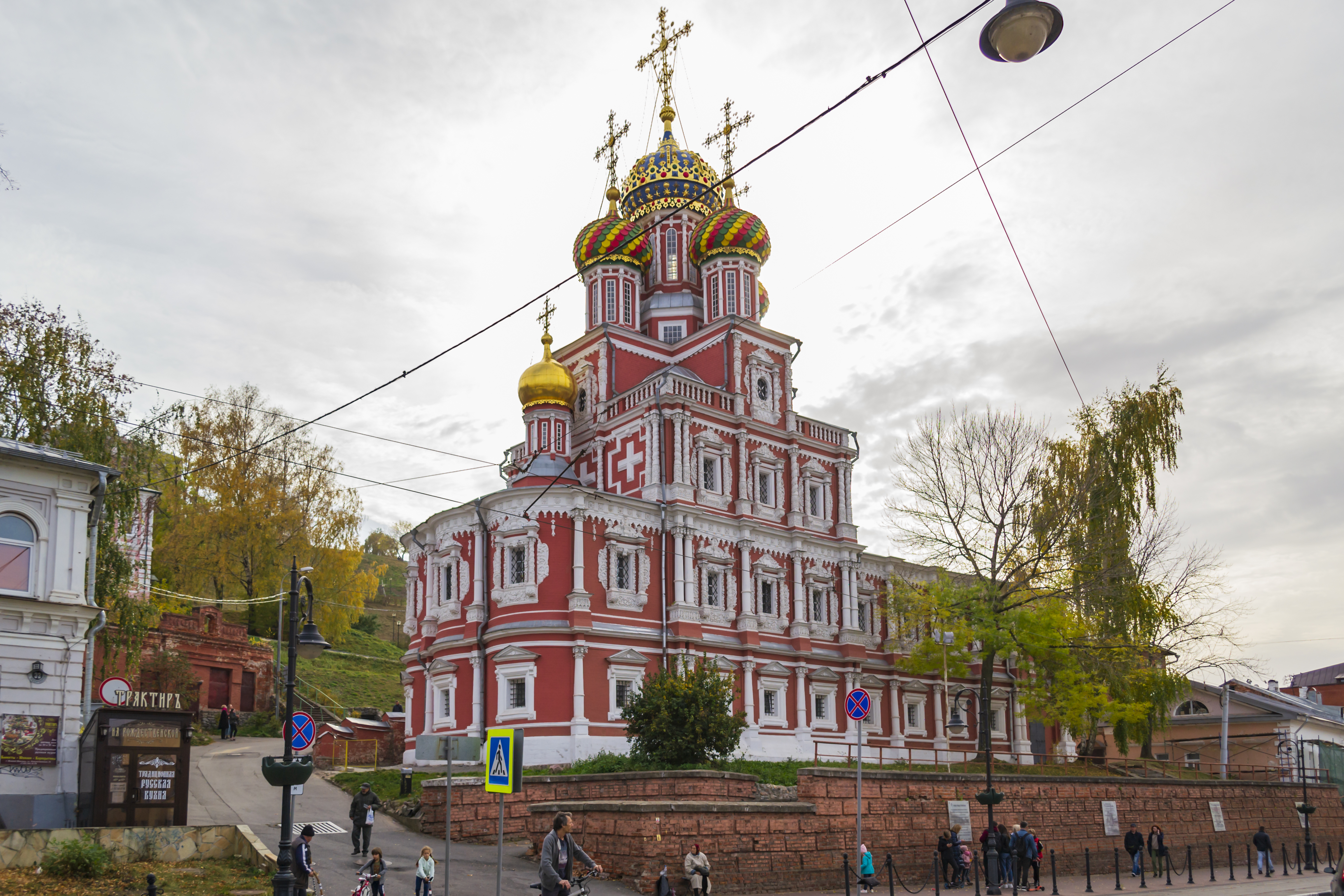
La iglesia de la Natividad (de los Stróganov).

El corazón histórico de la ciudad, el Kremlin de Nizhni Nóvgorod, fue restaurado durante el fin del siglo XIX y en el siglo XX, siendo ahora la principal atracción turística de la ciudad, y también el centro administrativo de la ciudad y del óblast (provincia). Está ubicado en una colina sobre el Volga, al lado derecho de la Oká, con grandes vistas hacia el norte y oeste. Frente a la Torre de San Dimitrio, se encuentran la Torre principal y la puerta principal de la fortaleza, ubicada en la Plaza de Minin, la plaza central de la ciudad. Una estatua de Valeri Chkálov está colocada al extremo norte de la plaza; una escalera grande desciende desde la estatua hasta el Volga.
Del lado sur de la Plaza de Minin, la calle Bolshaya Pokróvskaya (nombre corto es Pokrovka es decir, la de la Intercesión de Madre de Jesús) corre hasta la plaza de Gorki. Es una calle peatonal, llena de edificios históricos, tiendas, bancos, teatros, y restaurantes.
Una parte interesante de la vida cultural y la herencia histórica son sus museos. El museo de arte de Nizhni Nóvgorod fue fundado en 1896. Sus primeras obras fueron donadas por los coleccionistas y los aficionados locales, entre ellos el gran escritor Gorki. De su propia colección él donó las pinturas de Nicholas Roerich, de Borís Kustódiev, y de Mijaíl Nésterov. La academia rusa de arte hizo una gran contribución a este museo. Después de la Revolución rusa de 1917 y de la nacionalización de colecciones privadas, el museo de arte se convirtió en uno de los mejores de Rusia. Ahora tiene más de 10 000 objetos expuestos. El antiguo arte ruso está presente en las pinturas y los iconos únicos del siglo XIV al XIX. El museo se divide en: arte ruso antiguo, arte ruso moderno, y del este europeo. Se representan todos los estilos y tendencias. Los trabajos de pintores rusos célebres, Ilyá Repin, Vasnetsov, Shishkin, Serov, y Roerich, están presentes en este museo. El museo de historia y arquitectura fue fundado en 1867. Muchos visitantes extranjeros, después de ver el museo, entienden cuan ricas son las tradiciones rusas. El museo tiene una rica colección de trajes, de artes diversos, de cristalería, y de China.
Ciudad comentada en la novela de Julio Verne "Miguel Strogoff". Ciudad de paso y parada, del famoso capitán del cuerpo de los correos del zar.

### Teatros

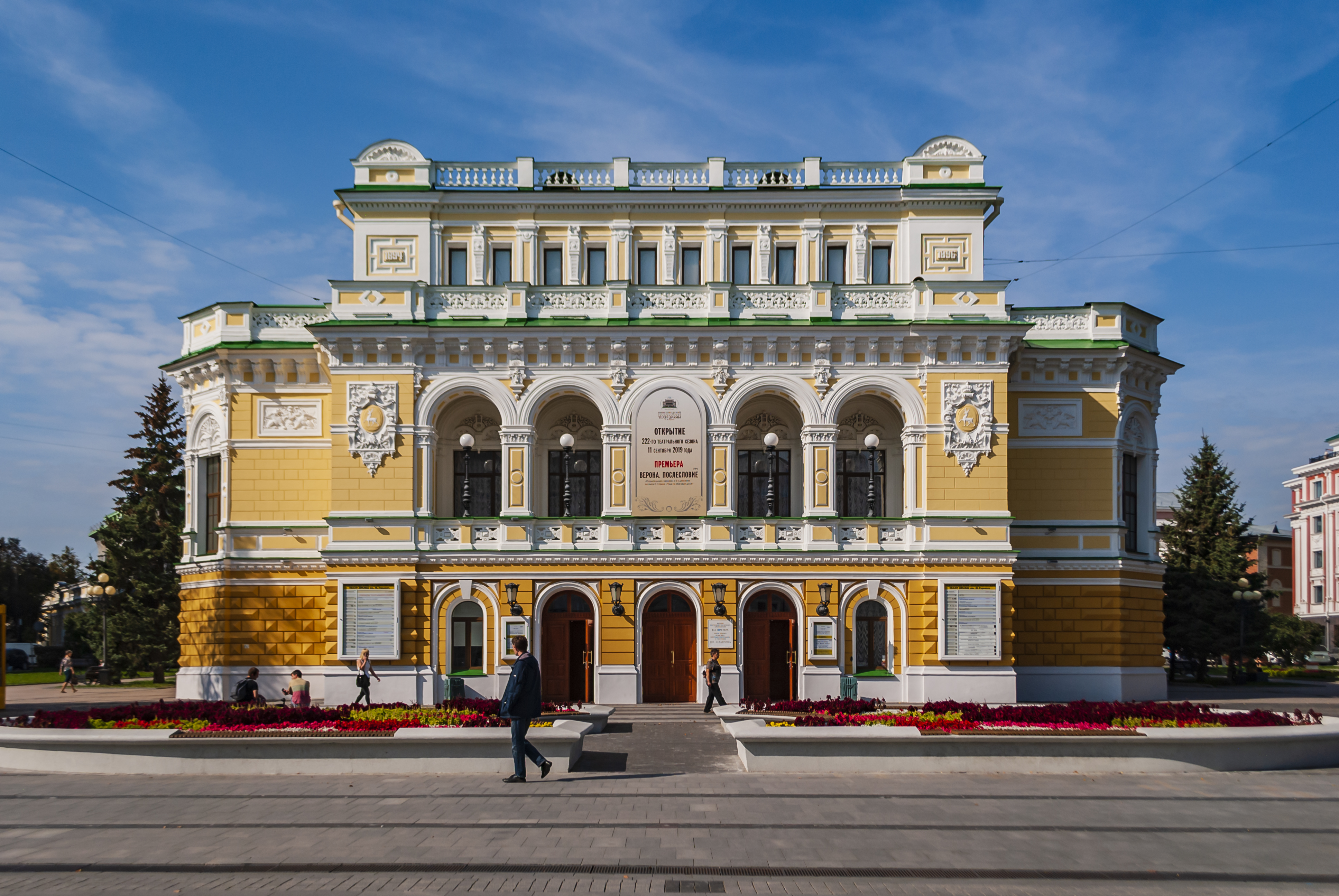
Teatro dramático

El centro de la vida cultural son sus teatros, en total seis: teatro del drama, teatro de la ópera y del ballet clásico, teatro de la comedia, Filarmónica de Nizhni Nóvgorod, teatro de títeres, y el teatro para los espectadores jóvenes. El teatro del drama es el más viejo de la ciudad. Fue fundado en 1798 por el príncipe Shejovskóy. En sus más de 200 años los artistas más conocidos han actuado en este teatro. Ahora las obras clásicas y las obras modernas se representan aquí. Después de la reconstrucción del ayuntamiento en el 1935 el teatro de la ópera y del ballet clásico fueron abiertos. Es uno de los teatros preferidos entre la gente de Nizhni Nóvgorod. El teatro de la marioneta es el preferido por los espectadores jóvenes de la ciudad.

## Curiosidades
En el centro de la ciudad, en el lugar de la confluencia de los ríos Volga y Oká se encuentra el estadio de categoría internacional «Nizni Nóvgorod». Esta arena albergará seis juegos del Campeonato Mundial de Fútbol 2018. Después de terminar el torneo el estadio se convertirá en un centro deportivo multifuncional.

## Educación
La ciudad cuenta con 189 instituciones de enseñanza. Entre ellas, 132 escuelas secundarias, 18 liceos y gimnasios y una escuela de cadetes. El número de alumnos asciende a 105 000 estudiantes. En 2009, en las Olimpíadas de Rusia entre los ganadores se encontraron 19 estudiantes de Nizhny Novgorod y 33 estudiantes del Óblast de Nizhni Nóvgorod.
La ciudad cuenta con decenas de universidades, colegios y escuelas. Entre ellos se encuentran escuelas de automoción, construcción, comercio, colegios y escuelas de medicina, la River College de la I. P. Kylibina, escuelas de música y teatro, arte.
En Nizhny Novgorod hay seis universidades, seis academias y un conservatorio y varios institutos. En total hay más de 50 instituciones de educación superior y empresas afiliadas en la ciudad.
La Universidad Estatal de Nizhni Nóvgorod (UNN), fue inaugurada el 31 de enero de 1916 como una de las tres Universidades Populares de Rusia en el sistema de universidades "libres". En la actualidad cuenta con 19 facultades, 132 departamentos y seis institutos de investigación. La universidad cuenta con alrededor de 40 000 estudiantes, 1000 postgraduados y estudiantes de doctorado. La UNN es la tercera organización con más empleados en Nizhny Novgorod, tras la fábrica de automóviles de Gorki y el Ferrocarril de Gorki.
La Universidad Técnica Estatal de Nizhni Nóvgorod (NSTU) es una de las universidades técnicas líderes del Distrito Federal del Volga. La universidad atiende a más de 11 000 estudiantes y profesionales, incluyendo a estudiantes extranjeros procedentes de Marruecos, Tanzania, Sudán, Jordania, Estados Unidos, India y China. La Academia Estatal de Transporte por Agua del Volga (VGAVT) es la universidad más grande de Rusia y produce Ingenieros de Transporte por Agua.
En Nizhni Nóvgorod, hay veinte institutos de investigación y agencias de diseño, así como cinco instituciones académicas, cuatro de los cuales se incorporan en el Centro Científico RAS. El mayor de ellos es el Instituto de Física Aplicada.
Nizhni Nóvgorod es conocido mundialmente como un centro de radiofísica. El efecto radiofísico Luxemburgo–Gorki recibe esta denominación por la ciudad. Además, la ciudad llevó a cabo investigaciones sobre la física del plasma, los microondas electrónicos, la física láser, la química, preparación y análisis de alta pureza de productos químicos, entre otros estudios.